# Bell 427
Bell 427 – dwusilnikowy, lekki śmigłowiec wielozadaniowy produkcji firmy Bell Helicopter Textron oraz Korea Aerospace Industries.

## Historia rozwoju
Oryginalną koncepcją firmy Bell, która zastąpić miała model Bell 206LT TwinRanger, był Bell 407T, stosunkowo prosty śmigłowiec z dwoma silnikami Allison 250-C22B. Jednak Bell doszedł do wniosku, że ładowność oraz możliwości modelu Bell 407T nie są wystarczające, dlatego firma rozpoczęła prace nad nowym lekkim śmigłowcem we współpracy z południowokoreańską firmą Samsung Aerospace Industries (późniejsza Korea Aerospace Industries). W lutym 1996 roku Bell zaprezentował Bell 427 na targach Heli Expo w Dallas. Bell 427 oblatany został 11 grudnia 1997 roku. Maszyna została certyfikowana na rynek kanadyjski 19 listopada 1999 roku, a następnie na amerykański w styczniu 2000 roku, a FAA certyfikowała maszynę do lotów IFR w maju 2000 roku. Pierwsze egzemplarze trafiły do klientów w styczniu 2000 roku. 24 stycznia 2008 roku Bell ogłosił plan oficjalnego zaprzestania produkcji modelu Bell 427, natomiast linię produkcyjną zamknięto w 2010 roku. Następcą modelu jest Bell 429 GlobalRanger.

## Konstrukcja
Bell 427 napędzany jest dwoma silnikami turbowałowym Pratt & Whitney Canada PW207D z systemem FADEC. Podobnie jak Bell 407, model 427 wykorzystuje czterołopatowy wirnik główny ze sztywną, kompozytową piastą wirnika i dwułopatowym wirnikiem ogonowym. Śmigłowiec oferuje osiem miejsc siedzących, w tym pilota w układzie dwa + trzy + trzy. Alternatywne układy obejmują cztery w kabinie głównej lub medycznej mieszczącej dwie pary noszy i dwóch członków personelu medycznego.

## Galeria

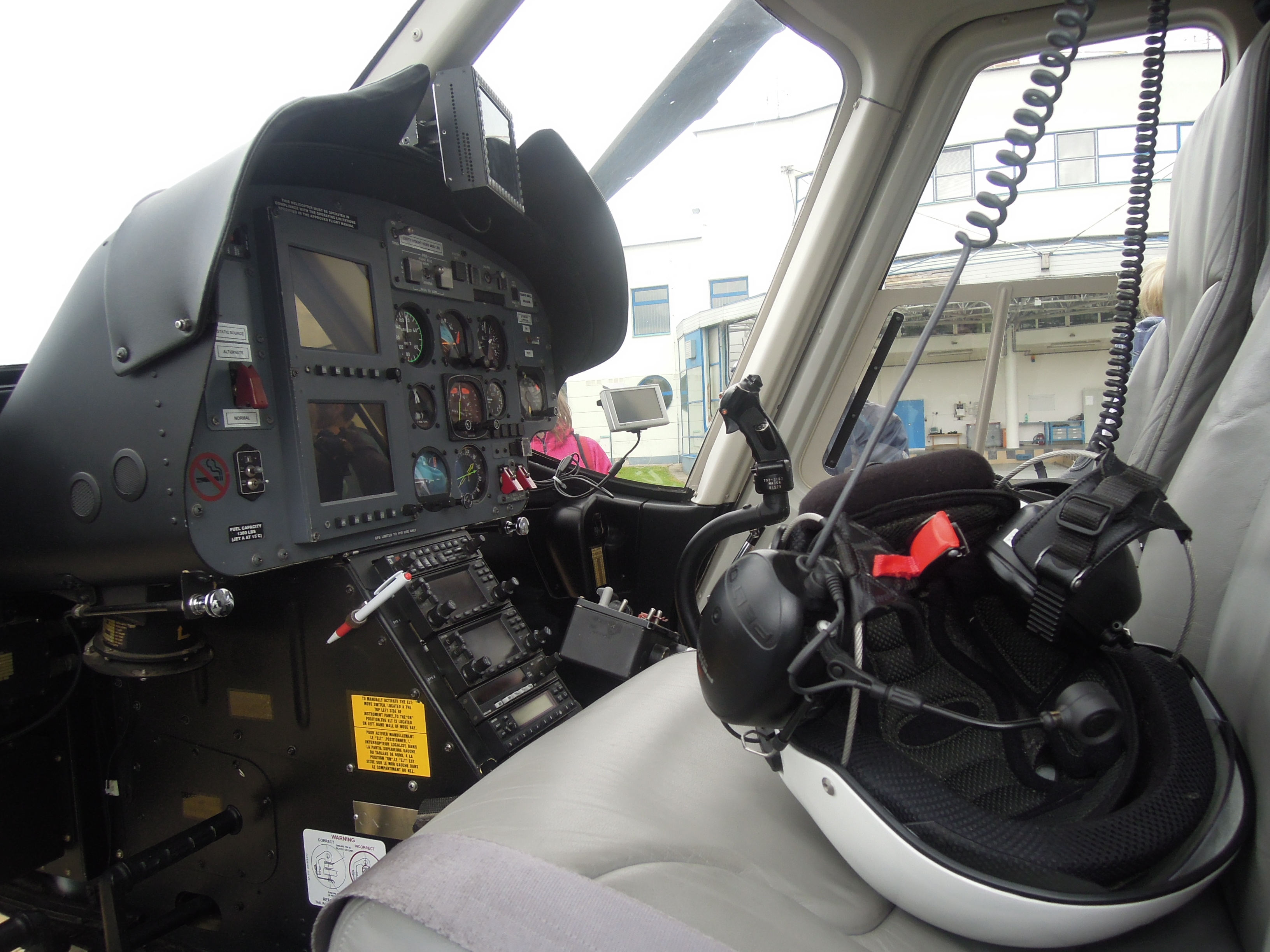
Kokpit śmigłowca Bell 427
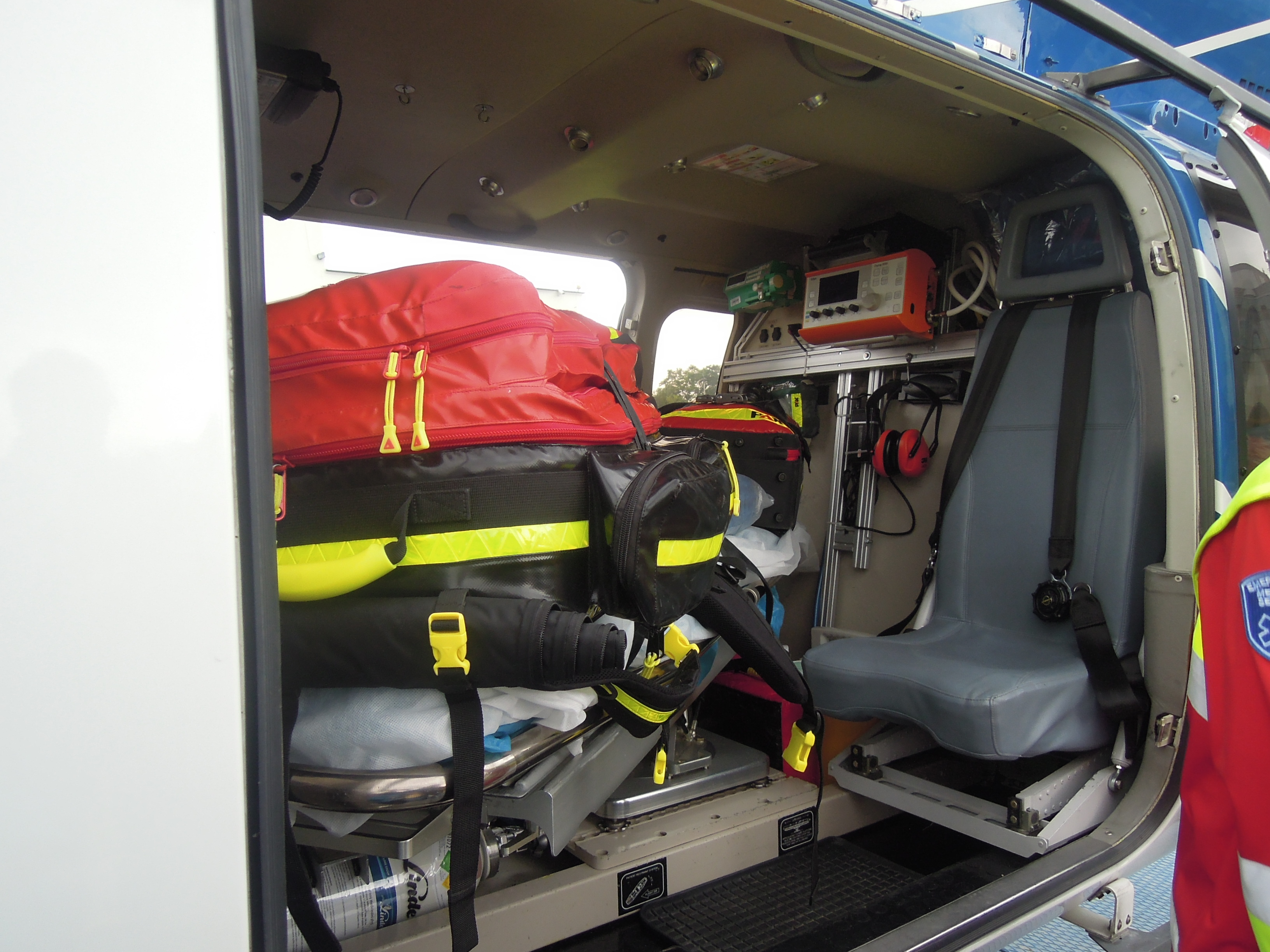
Kabina pasażerska śmigłowca Bell 427 w wersji medycznej